# Plaza de Tetuán
La plaza de Tetuán se encuentra en Barcelona en el cruce de la Gran Vía de las Cortes Catalanas con el paseo de San Juan, al noroeste del Arco de Triunfo.
Debe su nombre a la batalla de Tetuán (1860), batalla en que las tropas españolas dirigidas por el general Leopoldo O'Donnell derrotaron a las tropas marroquíes. Antes de su denominación actual, aprobada el 7 de marzo de 1939, llevaba el nombre de Hermenegildo Giner de los Ríos; aunque ya antes de esta denominación se llamó Tetuán.
El lugar es como un oasis con muchas plantas en el cruce de dos grandes calles con un gran caudal de tráfico. Como monumentos más cercanos está la Plaza de Toros Monumental y un poco más lejos el Templo de la Sagrada Familia.

## Monumento al Dr.Robert
En el centro de la plaza hay una gran estatua, el monumento al doctor Bartomeu Robert. El Dr. Bartomeu Robert Yarzábal nació en México y se trasladó a Barcelona. Se convirtió en alcalde durante 6 meses. Durante su mandato se negó a imponer un nuevo impuesto a la ciudad y al mismo tiempo llevó a cabo un censo de los habitantes de Barcelona. También elaboró polémico estudios eugenésicos en los que defendía la superioridad del cráneo catalán frente a los de otros habitantes del resto de España.
La estatua, que es un símbolo del catalanismo, fue inaugurada originalmente en la plaza de la Universidad el 1910 ante una gran multitud. Franco la quiso destruir a causa del separatismo de Robert.El entonces alcalde hizo retirar el monumento discretamente, almacenándolo en un cobertizo en la calle de Wellington, donde descansó hasta 1975. Tras la muerte de Franco el monumento fue restaurado y vuelto a erigir en un acto público en la plaza de Tetuán en 1985.

## Transporte
En la plaza está la Estación de Tetuán del Metro de Barcelona así como varias paradas de autobús. La zona cuenta con numerosos hoteles.